# Johanna Larsson
Johanna Larsson, född 17 augusti 1988 i Boden, är en svensk högerhänt före detta professionell tennisspelare. Hon blev proffs 2006 och uppnådde sin bästa rankning som 45:a i världen den 19 september 2016. Hon avslutade sin karriär den 28 februari 2020.

## Tenniskarriären
Sedan Larssons proffskarriär startade 2006 har hon vunnit två titlar på WTA-touren. Hon har mestadels spelat på ITF-touren. Larsson debuterade på WTA-touren i Nordea Nordic Light Open 2008, där hon fick ett wild card och avancerade till andra omgången. Andra gången hon medverkade i en huvudturnering var i Copa Sony Ericsson Colsanitas i Bogotá, Colombia, 2009. Det var första gången hon lyckades ta sig in i en WTA-turnering på egen hand, genom kval, och utan wild card. Hon förlorade dock direkt mot en andraseedad spanjorska. Larsson fick ett wild card till Swedish Open Women i Båstad 2009 där hon föll i första omgången. Efter framgångsrikt spel på ITF-touren under hösten 2009 och våren 2010 fick Larsson debutera i Grand Slam i Franska öppna i Paris 2010 där hon avancerade till andra omgången. Efter en ny förlust i första omgången i Båstad gick hon till sin första WTA-kvartsfinal i ECM Prague Open i Prag sommaren 2010. Efterföljande vecka gick Larsson till final i WTA-turneringen i Portoroz. Under hösten 2010 spelade hon bland annat i US Open, där hon förlorade i första omgången.
År 2015 tog Johanna Larsson sin första WTA-titel när hon vann Swedish Open i Båstad. Sin andra WTA-titel vann hon den 26 maj 2018 i Nürnberger Versicherungscup i Nürnberg mot Alison Riske, USA med 7–6, 6–4.
År 2019 nådde hon dubbelsemifinal i franska öppna mästerskapen i par med Kirsten Flipkens från Belgien.
Den 28 februari 2020 valde Larsson att avsluta sin karriär omedelbart. Hon kände att hon inte riktigt hade vad som krävdes för att spela på den absoluta toppen. Fed Cup i Luxemburg i februari 2020 blev därmed hennes sista matcher i världseliten.

## Privatliv
Larsson bor tillsammans med sin sambo Amanda Sträng i Jonstorp. Paret var tidigare bosatt i Helsingborg.

## Titlar

### Singel (15)
| Teckenförklaring          |
| Tier I (0)                |
| Tier II (0)               |
| Tier III (0)              |
| Tier IV (0)               |
| Grand Slam (0)            |
| WTA Tour Championship (2) |
| ITF (13)                  |

| Nr | Datum            | Turnering              | Underlag      | Finalmotståndare            | Resultat       |
| 1. | 15 maj 2005      | Falkenberg, Sverige    | Grus          | Sofia Arvidsson             | 6–1 6–3        |
| 2. | 21 maj 2006      | Falkenberg, Sverige    | Grus          | Anne Schaefer               | 6–2 7–6        |
| 3. | 24 april 2007    | Bol, Kroatien          | Grus          | Tereza Mrdeza               | 6–1 6–3        |
| 4. | 29 oktober 2007  | Stockholm, Sverige     | Hardcourt (i) | Nadja Roma                  | 6–2 6–1        |
| 5. | 5 februari 2008  | Sutton, Storbritannien | Hardcourt (i) | Andrea Hlaváčková           | 7–5 6–0        |
| 6. | 11 februari 2008 | Stockholm, Sverige     | Hardcourt (i) | Barbora Strýcová-Zahalavova | 0–6 6–1 7–6(1) |

### Dubbel (14)
| Teckenförklaring      |
| Grand Slam (0)        |
| WTA Championships (0) |
| Tier I (0)            |
| Tier II (0)           |
| Tier III (1)          |
| Tier IV & V (0)       |
| ITF (14)              |

| Nr  | Datum | Turnering                          | Partner         | Finalmotståndare                                 | Resultat         |
| 1.  | 2005  | $10 000 Falkenberg, Sverige        | Mari Andersson  | Nathalie Kolat Monica Scheider                   | 6–1 6–1          |
| 2.  | 2005  | $10 000 Oslo, Norge                | Nadja Roma      | Kristina Andlovic Karoline Borgensen             | 6–4, 6–4         |
| 3.  | 2007  | $25 000 Nantes, Frankrike          | Sofia Arvidsson | Melanie South Caroline Maes                      | 4–6 7–5 [10–7]   |
| 4.  | 2007  | $25 000 Glasgow, Storbritannien    | Sofia Arvidsson | Veronika Chvojkova Kathrin Wörle                 | 6–2, 6–3         |
| 5.  | 2007  | $10 000 Stockholm, Sverige         | Nadja Roma      | Diana Eriksson Hanne-Skak Jensen                 | 6–7, 6–3, [10–6] |
| 6.  | 2008  | $10 000 Sunderland, Storbritannien | Anna Smith      | Martina Babakova Iveta Gerlova                   | 6–1, 3–6, [10–3] |
| 7.  | 2008  | $25 000 Stockholm, Sverige         | Anna Smith      | Neda Kozic Ivana Lisjak                          | 6–0 7–5          |
| 8.  | 2008  | $75 000 Shrewsbury, Storbritannien | Anna Smith      | Sarah Borwell Courtney Nagle                     | 7–6, 6–4         |
| 9.  | 2008  | $25 000 Helsingfors, Finland       | Emma Laine      | Patricia Mayr Marie-Eve Pelletier                | 6–4, 6–2         |
| 10. | 2010  | $220 000 Québec, Kanada            | Sofia Arvidsson | Bethanie Mattek-Sands Barbora Zahlavova Strycova | 6–1, 2-6, [10-6] |